# Mehammed Jillo
 (décembre 2022).
République fédérale démocratique d'Éthiopie
Mehammed Jillo (Ge'ez: መሐመድ ጅሎ) est un des 112 membres du Conseil de la Fédération éthiopien. Il est un des 19 conseillers de l'État Oromia et représente le peuple Oromo.
Il a été chef du bureau des sports de l'état Oromia en 2016.